# Ступак Володимир Федорович
Володимир Федорович Ступак (нар. 1 січня 1961, с. Криски, Коропський район, Чернігівська область) — український політик. Народний депутат України IV скликання.

## Освіта
- У 1983 році закінчив природничо-географічний факультет Київського державного педагогічного інституту (нині - Національний педагогічний університет ім. Драгоманова). За спеціальністю – вчитель географії.

## Політична діяльність
- березень 2006 року — кандидат в народні депутати України від Українського народного блоку Костенка і Плюща, № 22 в списку. На час виборів: народний депутат України, член УНП.
- вересень 2005 — квітень 2006 року — Народний депутат України IV скликання від блоку Віктора Ющенка «Наша Україна», № 96 в списку. На час виборів: помічник-консультант народного депутата України, член НРУ. Член фракції УНП (з 09.2005), член Комітету ВРУ з питань науки і освіти (з 10.2005).
- з червня 1998 року — помічник-консультант народного депутата України, Секретаріат ВР України.
- Член НРУ (02.1990-01.2003); заступник голови (10.1990-10.1992), голова Чернігівської крайової організації НРУ (10.1992-1999); голова Чернігівської обласної організації НРУ, член президії Центрального проводу НРУ (з 12.1999). Довірена особа кандидата на пост Президента України Віктора Ющенка в ТВО № 209 (2004-2005).

## Кар'єра
- У 1983 – 1986 роках працював вчителем географії  Чемерської середньої школи Козелецького району Чернігівської області. 1986 – 1988 рр. – служба в армії  У 1988 -1990 роках був на комсомольській роботі – спочатку секретарем Козелецького райкому комсомолу, потім – завідувачем сектором освіти Чернігівського обкому комсомолу.  З 1990 по 1998 рр. – працівник Центру дитячого та юнацького туризму управління освіти Чернігівської облдержадміністрації.  У лютому 1990 року вступив до лав Народного Руху України, у квітні 1990 р. став членом Товариства української мови ім. Тараса Шевченка.  У липні 1990 року був координатором культурологічного походу «Дзвін-90» на території Чернігівської та Сумської областей. Мета походу: донести до людей правду про історію та сьогодення України, сприяти національному відродженню України. Під час походу відбулося понад 20 мітингів-концертів у містах і селах.  У жовтні 1990 року обраний заступником голови Чернігівської крайової організації Народного Руху України.  У липні 1991 року був керівником культурологічного походу «Козацькими шляхами», який завершився  у Батурині  козацьким святом за участю народних депутатів, відомих хорових колективів «Гомін», «Антей», «Просвіта», кобзарів та козацьких товариств. Головна мета походу: проведення  просвітницької та агітаційної роботи серед населення Чернігівщини за  незалежну Україну.  З 1992 по 1999 роки та з 2013 по 2015 роки обирався головою Чернігівської обласної організації НРУ, членом Центрального проводу Руху.  Був членом Правління Чернігівської обласної організації Всеукраїнського товариства «Просвіта» імені Тараса Шевченка, членом редколегії газети «Сіверщина».  З 1999 по 2013 рік був головою Чернігівської обласної організації Української Народної партії та членом Правління УНП.  1998 - 2005 роки – помічник народного депутата України  2005 – 2006 роки – народний депутат України від блоку Віктора Ющенка «Наша Україна», член комітету Верховної Ради з питань освіти і науки  2006 – 2010 роки – депутат Чернігівської міської ради  2007 - 2013 роки – заступник голови Секретаріату Української Народної партії.  У 2013 році після об’єднання НРУ та УНП  (до 2015  року) – був членом Політради та Центрального проводу Народного Руху України.  Брав активну участь в Революції Гідності у Києві та Чернігові.  З 2016 року -  голова Секретаріату Всеукраїнської громадської організації «ВОЛЯ».

## Родина
Батько Федір Сергійович (1914—1999); мати Дарія Семенівна (1919—1986).

## Інше
Захоплення — музика, театр, література, туризм.
Відзнаки
Орден «За заслуги» ІІІ ступеня (2007 рік) – Указ Президента України № 962 від 11 жовтня 2007 року